# 林其欣
林其欣（英語：Josephine Lam Kei Yan，1965年4月15日—），香港無綫電視以及亞洲電視前女藝人，畢業于張祝珊英文中學。1986年香港小姐競選佳麗。林跟鄺文珣、郭可盈、梁小冰以及郭藹明為圈中閨蜜。
林加入無綫電視，曾轉投亞洲電視，參演《天橋》等劇，1989年重返無綫，至2004年離職後淡出娛樂圈，轉至商界發展。

## 電視劇（無綫電視）
- 1989年 龍廷爭霸 飾 張欣欣
- 1989年 花月佳期
- 1989年 相愛又如何 飾 郭有喜
- 1990年 成功路上 飾 江可寧
- 1990年 午夜太阳 飾 方寳兒
- 1990年 笑傲在明天 飾 駱素珊
- 1990年 大唐名捕 飾 上官晶晶
- 1991年 怒劍嘯狂沙 飾 席芊芊
- 1992年 92鍾無艷 飾 鍾仁美
- 1992年 重案傳真 飾 姜　莉
- 1993年 精靈酒店
- 1993年 天倫 飾 張玉卿
- 1994年 CATWALK俏佳人 飾 湯家寶
- 1994年 一夫三妻 飾 麥碧琪
- 1994年 恨鎖金瓶 飾 吳月娘
- 1995年 刑事偵緝檔案II 飾 何碧珊 (湯家齊之妻)
- 1995年 尋龍劍俠賴布衣 飾 完顏鳳(金國公主)
- 1996年 天地男兒 飾 Connie (葉永昌之妻)
- 1996年 盞鬼老豆 飾 李素梅
- 1996年 聊齋俠女田郎 飾 武華氏/狐仙報恩 飾 五姨太/秋月還陽 飾 柳氏
- 1998年 天地豪情 飾 甘鳳英
- 1998年 陀槍師姐 飾 袁小碧（阮玫瑰/阮媚）
- 1998年 妙手仁心 飾 Monica
- 1999年 吾系差人 飾 林佩琪
- 1999年 鑑證實錄II 飾 馮欣欣 (田世東之情婦)
- 1999年 創世紀 飾 溫寶兒 (霍景良之情婦)(霍景良、Lisa之婚姻第三者)
- 2000年 無業樓民 飾 阿　芬
- 2000年 撻出愛火花 飾 劉曉菁
- 2000年 楊貴妃 飾 楊玉玲
- 2000年 封神榜 飾 李霓裳
- 2001年 陀槍師姐III 飾 李芷菁
- 2002年 皆大歡喜 飾 何香花
- 2002年 法網伊人 飾 李慧苗
- 2002年 談判專家 飾 楊孝貞

## 電視劇 （香港電台）
- 1994年 獅子山下
- 1995年 人間有情
- 1997年 法門《誰來愛我》 飾 Susan（鄧太）
- 1998-1999年 法門 《偶然.殺人.事件》飾 鄭李慧娟 (鄭太)
- 2000年 鐵窗邊緣《我的青春小烏》飾 大潭懲教所梅姑娘
- 2003年 非常平等任務《誘惑有惑》飾 Sarah
- 2004年 賭海迷徒《過去的謊言》飾 Rebecca

## 電視劇（亞洲電視）
- 1987年 天橋 飾 Joyce
- 1988年 灰太陽

## 電影
- 《不夜天》(1987)  ... 小旋
- 《血祼祭》(1989)
- 《豪門夜宴》 (1991)
- 《城市獵人》 (1993)
- 《自從他來了》 (2000) ... 黑寡婦
- 《疊影殺機》 (2001)
- 《我的婆婆黃飛鴻》 (2003)

## 主持（無綫電視）
- 歡樂今宵（1989）
- 永安旅遊話你知：點解意大利、法國、英國咁好玩（1992）
- 星晨旅遊中國真的感受 北京篇（2000）
- 星晨旅遊中國真的感受 海南島篇（2000）